# Onthophagus alluvius
Onthophagus alluvius es una especie de insecto del género Onthophagus de la familia Scarabaeidae del orden Coleoptera.
 Fue descrita en 1963 por Howden & Cartwright.
Mide 4.5-7.1 mm. Se encuentra en el sur de Estados Unidos y en México.